# Memphis Wrestling
- Ver também:Memphis Championship Wrestling

Memphis Wrestling (antes chamada de Championship Wrestling) é uma promoção independente de wrestling profissional estadunidense, com sede em Memphis, Tennessee.

## Títulos
- Memphis Wrestling Light Heavyweight Championship
- Memphis Wrestling Southern Heavyweight Championship
- Memphis Wrestling Southern Tag Team Championship
- Memphis Wrestling Southern Television Championship (Inativo)